# Joshua Alba
Joshua Lauren Alba (Biloxi, Estats Units, 8 de juliol de 1982) és un actor estatunidenc conegut sobretot pel seu rol de Krit a la sèrie de televisió Dark Angel. És el germà més petit de Jessica Alba. Joshua Alba va néixer a Biloxi. És fill de Catherine i Mark Alba. La seva mare té ascendència danesa i franco-canadenca. El seu pare té ancestres mexicans.

## Filmografia
| Cinema    | Cinema                           | Cinema        | Cinema          |
| Any       | Pel·lícula                       | Rol           | Notes           |
| --------- | -------------------------------- | ------------- | --------------- |
| 2006      | Alpha Dog                        | Klemash       | Debut           |
| 2006      | Unrest                           | Carlos Aclar  |                 |
| 2008      | I Am Somebody: No Chance In Hell | Young Thug    |                 |
| 2010      | Now Here                         | Mr. Malibu    |                 |
| 2010      | Hyenas                           | Marco         |                 |
| 2010      | The Dead Undead                  | Curtis        |                 |
| 2010      | Kill Speed                       | Vasquez       |                 |
| 2010      | Creative Differences             | Junior        |                 |
| Televisió |                                  |               |                 |
| Any       | Títol                            | Rol           | Notes           |
| 2001      | Dark Angel                       | Krit          | Estació 1 Final |
| 2004      | The Division                     | Brian O'Hara  | 1 episodi       |
| 2006      | Monk                             | First Student | 1 episodi       |
| 2008      | Life                             | McShane       | 1 episode       |
| Videojocs |                                  |               |                 |
| Any       | Títol                            | Rol           | Notes           |
| 2008      | Need for Speed: Undercover       | Zack Maio     | Veu             |